# Oligosita scurra
Oligosita scurra är en stekelart som beskrevs av Girault 1915. Oligosita scurra ingår i släktet Oligosita och familjen hårstrimsteklar. Inga underarter finns listade i Catalogue of Life.